# Liste der Bodendenkmale in Elsterwerda
In der Liste der Bodendenkmale in Elsterwerda sind alle Bodendenkmale der amtsfreien brandenburgischen Stadt Elsterwerda sowie ihrer Stadt- und Ortsteile aufgelistet. Grundlage ist die Veröffentlichung der Landesdenkmalliste mit dem Stand vom 31. Dezember 2021. Die Baudenkmale sind in der Liste der Baudenkmale in Elsterwerda aufgeführt. 
|    | Gemarkung                    | Flur       | Kurzansprache | Bodendenkmalnummer | Bemerkung                         | Bild                   |
| -- | ---------------------------- | ---------- | --- | ------------------ | --------------------------------- | ---------------------- |
| 1  | Elsterwerda (Lage)           | 27         | Dorfkern deutsches Mittelalter, Dorfkern Neuzeit                                                                              | 20316              |                                   |                        |
| 2  | Elsterwerda (Lage)           | 4          | Altstadt deutsches Mittelalter, Gräberfeld Mittelalter, Altstadt Neuzeit, Siedlung Urgeschichte                               | 20317              |                                   |                        |
| 3  | Elsterwerda (Lage)           | 10         | Burg deutsches Mittelalter, Schloss Neuzeit                                                                                   | 20318              |                                   |                        |
| 4  | Elsterwerda (Lage)           | 28         | Siedlung Urgeschichte, Siedlung Neolithikum, Rast- und Werkplatz Mesolithikum                                                 | 20319              |                                   |                        |
| 5  | Elsterwerda (Lage)           | 10         | Steinkreuz deutsches Mittelalter, Steinkreuz Neuzeit                                                                          | 20320              | Siehe: Gotenkreuz von Elsterwerda | Steinkreuz Elsterwerda |
| 6  | Elsterwerda (Lage)           | 2          | Wüstung deutsches Mittelalter, Wüstung Neuzeit                                                                                | 20321              |                                   |                        |
| 7  | Elsterwerda (Lage)           | 19, 28     | Siedlung Bronzezeit, Siedlung römische Kaiserzeit, Siedlung Eisenzeit, Rast- und Werkplatz Mesolithikum, Siedlung Neolithikum | 20322              |                                   |                        |
| 8  | Elsterwerda (Lage)           | 19         | Rast- und Werkplatz Mesolithikum                                                                                              | 20323              |                                   |                        |
| 9  | Elsterwerda (Lage)           | 19         | Rast- und Werkplatz Mesolithikum                                                                                              | 20324              |                                   |                        |
| 10 | Elsterwerda (Lage)           | 19         | Siedlung römische Kaiserzeit, Siedlung Bronzezeit, Rast- und Werkplatz Mesolithikum                                           | 20325              |                                   |                        |
| 11 | Elsterwerda (Lage)           | 16         | Siedlung Bronzezeit | 20326              |                                   |                        |
| 12 | Elsterwerda (Lage)           | 1          | Siedlung Urgeschichte | 20328              |                                   |                        |
| 13 | Elsterwerda (Lage)           | 18         | Siedlung römische Kaiserzeit, Siedlung Bronzezeit, Rast- und Werkplatz Mesolithikum                                           | 20329              |                                   |                        |
| 14 | Elsterwerda (Lage)           | 15         | Rast- und Werkplatz Mesolithikum, Siedlung Urgeschichte                                                                       | 20330              |                                   |                        |
| 15 | Elsterwerda (Lage)           | 7          | Siedlung Urgeschichte, Rast- und Werkplatz Mesolithikum                                                                       | 20331              |                                   |                        |
| 16 | Elsterwerda (Lage)           | 7          | Rast- und Werkplatz Mesolithikum, Siedlung Bronzezeit                                                                         | 20332              |                                   |                        |
| 17 | Elsterwerda (Lage)           | 11         | Siedlung Urgeschichte | 20333              |                                   |                        |
| 18 | Elsterwerda (Lage)           | 11, 13     | Siedlung Bronzezeit, Rast- und Werkplatz Mesolithikum                                                                         | 20334              |                                   |                        |
| 19 | Elsterwerda (Lage)           | 20         | Rast- und Werkplatz Mesolithikum                                                                                              | 20335              |                                   |                        |
| 20 | Elsterwerda (Lage)           | 5          | Siedlung Bronzezeit | 20337              |                                   |                        |
| 21 | Elsterwerda (Lage)           | 5          | Siedlung Bronzezeit | 20338              |                                   |                        |
| 22 | Elsterwerda (Lage)           | 10, 11, 12 | Kirche Mittelalter, Dorfkern deutsches Mittelalter, Dorfkern Neuzeit                                                          | 20339              |                                   |                        |
| 23 | Elsterwerda (Lage)           | 10         | Siedlung Neolithikum, Siedlung Bronzezeit                                                                                     | 20340              |                                   |                        |
| 24 | Elsterwerda (Lage)           | 6, 7, 8    | Dorfkern Neuzeit, Dorfkern deutsches Mittelalter                                                                              | 20341              |                                   |                        |
| 25 | Elsterwerda (Lage)           | 1          | Siedlung Bronzezeit | 20342              |                                   |                        |
| 26 | Elsterwerda (Lage)           | 2          | Siedlung römische Kaiserzeit, Siedlung Urgeschichte                                                                           | 20343              |                                   |                        |
| 27 | Elsterwerda (Lage)           | 2          | Siedlung Urgeschichte | 20344              |                                   |                        |
| 28 | Elsterwerda, Kraupa (Lage)   | 5, 2       | Siedlung Bronzezeit, Siedlung Eisenzeit                                                                                       | 20327              |                                   |                        |
| 29 | Kraupa (Lage)                | 2          | Siedlung Bronzezeit | 20128              |                                   |                        |
| 30 | Kraupa (Lage)                | 1          | Dorfkern deutsches Mittelalter, Dorfkern Neuzeit                                                                              | 20129              |                                   |                        |
| 31 | Elsterwerda, Saathain (Lage) | 7, 1       | Schloss Neuzeit, Kirche deutsches Mittelalter, Kirche Neuzeit, Siedlung deutsches Mittelalter, Burg deutsches Mittelalter     | 20011              |                                   |                        |